# The Dry
The Dry és una pel·lícula de thriller dramàtic de misteri australiana del 2020 dirigida per Robert Connolly, a partir d'un guió del mateix Connolly i Harry Cripps, i protagonitzada per Eric Bana, Genevieve O'Reilly, Keir O'Donnell i John Polson. La pel·lícula està basada en el llibre homònim del 2016 de Jane Harper. S'ha subtitulat al català.
La distribuïdora Roadshow Films va estrenar la pel·lícula a Austràlia l'1 de gener de 2021 i va rebre valoracions positives de la crítica.

## Sinopsi
L'agent federal Aaron Falk torna a la seva ciutat natal per la sequera per assistir al funeral d'un amic, a qui s'acusa d'haver matat la dona i el fill abans de llevar-se la vida. Més d'una dècada de sequera ha fet estralls a la comunitat. Però el seu retorn obre una antiga ferida: la mort no resolta d'una adolescent.

## Repartiment
- Eric Bana com a Aaron Falk

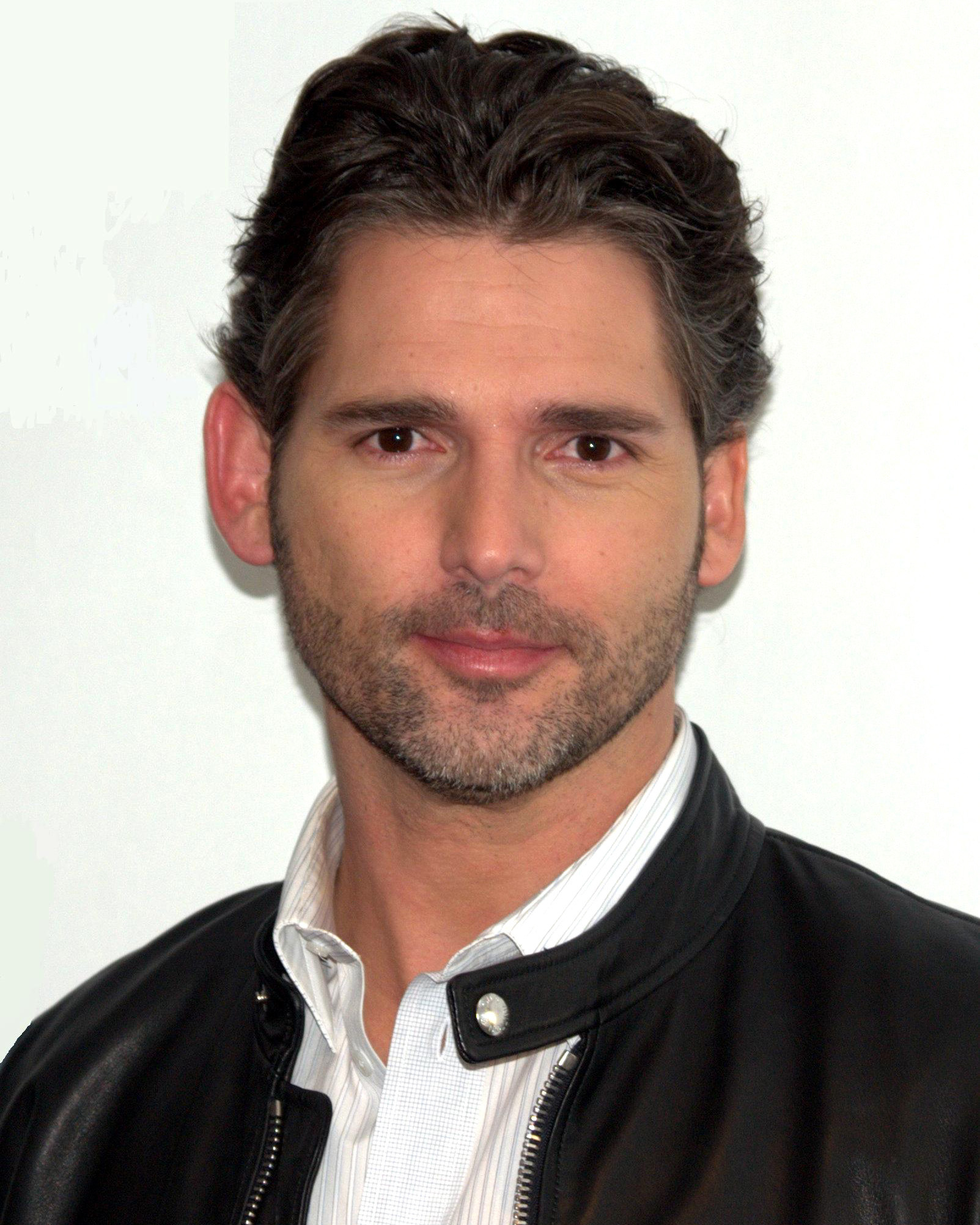
Eric Bana, en una imatge del 2009.

  - Joe Klocek com a Aaron Falk de jove
- Genevieve O'Reilly com a Gretchen
  - Claude Scott-Mitchell com a Gretchen de jove
- Keir O'Donnell com a Greg Raco
- John Polson com a Scott Whitlam
- Bebe Bettencourt com a Eleanor "Ellie" Deacon
- Martin Dingle-Wall com a Luke Hadler
  - Sam Corlett com a Luke Hadler de jove
- Bruce Spence com a Gerry Hadler
- Julia Blake com a Barb Hadler
- Matt Nable com a Grant Dow
- William Zappa com a Mal Deacon
- James Frecheville com a Jamie Sullivan
- Miranda Tapsell com a Rita Raco
- Renee Lim com a Sandra Whitlam
- Jeremy Lindsay Taylor com a Erik Falk
- Daniel Frederiksen com a Dr. Leigh
- Eddie Baroo com a McMurdo